# Rajz Irén
Rónai Gyuláné Rajz Irén (Érkeserű, 1886. augusztus 12. – Budapest, 1960. június 24.) színésznő, énekesnő, táncosnő.

## Életútja
Már hat éves (1892) korában a Magyar Királyi Operaház balett-növendéke volt. Tizenkét éves korában (1898) külföldön járt turnén. Tagja volt a Király Színháznak és a Népoperának. 1906-ban, valamint 1909–1910 között Krémer Sándor társulatának tagja volt. 1907–1908 között Mezei Béla társulatában szerepelt. 1912-ben Palágyi Lajos társulatában játszott. Ezután Sebestyén Géza társulatában volt látható. 1924–1925 között Andor Zsigmond szegedi társulata foglalkoztatta. 1928–1930 között Gulyás Menyhértnél szerepelt. 1956–1957 között a Madách Színház tagja volt.
1928-ben az Új-Somogy így írt róla: „A női karban különösen a táncoknál kitűnik egy szőke, erősebb leány rutinirozott táncával, sikkes mozdulataival. Az ügyes görl, Rajz Irén, az Operaház balletkarában táncolt s Budapestről került a Gulyás-társulathoz, ahol a direktor kiváló koreográfiái érzéke s rutinja folytán, a női kar tánctanítását bízta reá. Ő kapja az operettek szóló női táncait is s minden alkalommal méltónak is bizonyult a direktori bizalomra.”
Halálát szívizomelfajulás, sárgaság, májelhalás okozta. Férje Rónai Gyula volt, akivel 1942-ben Szabadkán kötött házasságot.

## Családja
Színészszülők gyermeke. Apja Rajz Ödön, anyja Vámossy Gizella. Testvérei, Rajz Ferenc és Rajz János is színészek voltak.